# 扶磊
扶磊（1970年1月—），男，河南新县人，中国数学家，曾任陈省身数学研究所所长，中国数学会副理事长，现任清华大学丘成桐数学科学中心教授。